# Autoridade Nacional de Comunicações
ANACOM - Autoridade Nacional de Comunicações (Autoridad Nacional de las Comunicaciones) es la autoridad nacional de regulación del sector de las comunicaciones en Portugal a efectos de la legislación comunitaria y nacional pertinente, incluyendo las comunicaciones electrónicas y los servicios postales. ANACOM también asesora y presta asistencia al Gobierno portugués en esta materia, sin perjuicio de su naturaleza de entidad administrativa independiente, dotada de autonomía administrativa, financiera y de gestión, así como de patrimonio propio.
ANACOM tiene como principales atribuciones promover la competencia en la provisión de redes de comunicaciones y servicios; garantizar la transparencia de precios y de las condiciones de uso de los servicios; y realizar una gestión eficiente del espectro radioeléctrico. Asimismo, ANACOM se encarga de apoyar el desarrollo de los mercados y de las redes de comunicaciones electrónicas y postales; de proteger los derechos e intereses de los ciudadanos; y de ejercer la representación portuguesa en los organismos internacionales relevantes del sector.
Los orígenes de ANACOM se sitúan en el ICP - Instituto das Comunicações de Portugal (Instituto de las Comunicaciones de Portugal), el cual comenzó a desarrollar su actividad en 1989 y cambió su denominación a ICP - Autoridade Nacional de Comunicações (ICP-ANACOM) en 2002. Los estatutos actuales de ANACOM entraron en vigor en el año 2015, tras la aprobación de la Ley Marco de las autoridades de regulación (una ley aplicable a las entidades administrativas independientes con funciones regulatorias de la actividad económica de los sectores público, privado y cooperativo). 
La presidenta del Consejo de ANACOM es Sandra Maximiano, quien fue nombrada en diciembre de 2023.

## Presidentes anteriores
- Fernando Mendes
- Luís Nazaré
- Álvaro Dâmaso
- Pedro Duarte Neves
- José Manuel Amado da Silva
- Fátima Barros
- João Cadete de Matos